# Pitkäsaari (ö i Finland, Södra Savolax, Pieksämäki, lat 62,06, long 27,42)
Pitkäsaari är en ö i Finland. Den ligger i sjön Ankeleenjärvi och i kommunen Pieksämäki i den ekonomiska regionen  Pieksämäki ekonomiska region  och landskapet Södra Savolax, i den södra delen av landet, 250 km nordost om huvudstaden Helsingfors. Öns area är 2,6 hektar och dess största längd är 310 meter i sydöst-nordvästlig riktning.